# Картари, Винченцо
Винче́нцо Карта́ри (итал. Vincenzo Cartari; 1520 (по другой версии 1531; 17 февраля 1531 — дата крещения), Реджо-нель-Эмилия, Моденское герцогство — 1570 (по другой версии 1569 или 1571; 10 сентября 1569 — последнее упоминание в документе)) — итальянский поэт, писатель и переводчик XVI века. Автор труда по античной мифологии «Образы древних богов» (итал. Le Imagini degli Dei degli Antichi, 1556).

## Биография
Родился в Реджо-нель-Эмилии. Точная дата рождения не известна. 17 февраля 1531 года был крещён в храме Сан-Просперо. Информации о его жизни крайне мало. Известно, что члены его семьи служили представителям дома Эсте. Свой первый перевод «Фастов» Овидия с латыни на итальянский язык, изданный в 1551 году, Картари посвятил моденскому и феррарскому герцогу Альфонсо II. В посвящении, автор перевода написал, что он «почти один в этом мире».
Картари служил при дворе кардинала Ипполито д’Эсте. В 1561—1563 годах, вместе с кардиналом, участвовал в дипломатической миссии, направленной римским папой Пием IV ко двору французского короля в Париже. Состоял в переписке с гуманистом Бартоломео Риччи да Луго наставником детей моденского и феррарского герцога. Дата и место смерти Картари не известны. Последний автограф он поставил на посвящении книги «Образы древних богов» под датой 10 сентября 1569 года.
В 1551—1562 годах, кроме перевода «Фастов» Овидия, им были изданы «Флавий» (итал. Il Flavio intorno ai Fasti Volgari, 1553), «Образы древних богов и сказания о них» (итал. Le imagini con la spositione de i dei de gli antichi, 1556), «Исторический компендиум монсеньора Паоло Джовьо из Комо, епископа Ночеры» (итал. Compendio dell’Historie di Monsignor Paolo Giovio da Como vescovo di Nocera, 1562). Из всех сочинений Картари наибольшей популярностью среди читателей пользовалась книга «Образы древних богов», переведённая при жизни автора на многие европейские языки и вдохновлявшая живописцев XVI—XIX веков на создание картин по сюжетам из античной мифологии.